# يفيجيني بوستنيكوف
يفيجيني بوستنيكوف (16 أبريل 1986 بستاري اوسكول في روسيا - ) هو لاعب كرة قدم كازاخستاني وروسي في مركز الدفاع. لعب مع دينامو موسكو وشاختيور سوليجورسك ونادي أستانا ونادي فنتسبيلس وFC Daugava ‏ وFC Metallurg-Oskol Stary Oskol ‏ وFC Torpedo-ZIL Moscow (2003) ‏.

## وصلات خارجية
- يفيجيني بوستنيكوف على موقع الاتحاد الأوربي (الإنجليزية)
- يفيجيني بوستنيكوف على موقع قاعدة بيانات كرة القدم.إي يو (الإنجليزية)
- يفيجيني بوستنيكوف على موقع ناشيونال فوتبول تيمز (الإنجليزية)
- يفيجيني بوستنيكوف على موقع Soccerway.com (الإنجليزية)
- يفيجيني بوستنيكوف على موقع عالم كرة القدم.نت (الإنجليزية)
- يفيجيني بوستنيكوف على موقع AS.com (الإسبانية)